# Chironomus tricolor
Chironomus tricolor är en tvåvingeart som först beskrevs av Wulp 1874.  Chironomus tricolor ingår i släktet Chironomus och familjen fjädermyggor.
Artens utbredningsområde är Nederländerna. Inga underarter finns listade i Catalogue of Life.